# Мякеля, Клаус
Клаус Мякеля (фин. Klaus Mäkelä; род. 17 января 1996, Хельсинки) — финский дирижёр и виолончелист.
Родился в семье музыкантов, отец Клауса — скрипач Сами Мякеля, а мать — пианистка Тару Мьеханен-Мякеля. Его дед — Тапио Мьеханен, скрипач и альтист. Его младшая сестра Эллен Мякеля — танцовщица Финского национального балета.
Мякеля детстве пел в детском хоре Финской национальной оперы, учился в Академии Сибелиуса по классу виолончели у Марко Юлёнена, Тимо Ханхинена и Ханну Кииски.
Он был солистом финских оркестров, таких как Симфонический оркестр Лахти, Симфонический оркестр Куопио и симфония Ювяскюля, выступал на финских музыкальных фестивалях, таких как Фестиваль камерной музыки Кухмо и музыкальный фестиваль Наантали. Клаус играет на виолончели Джованни Гранчино 1698 года, любезно предоставленной ему OP Art Foundation.
В 12 лет начал также учиться дирижированию у Йормы Панулы. В 2014 году занял второе место на конкурсе виолончелистов в Турку, уступив лишь Сенье Руммукайнен (фин. Senja Rummukainen), которая в дальнейшем стала его девушкой.
С февраля 2018 года Мякеля является художественным руководителем музыкального фестиваля в Турку. У него также есть должность художественного руководителя в ассоциации с Тапиолой Симфониеттой. Также в 2018 году стал главным приглашённым дирижёром Симфонического оркестра Шведского радио, в октябре того же года было объявлено, что в августе 2020 Мякеля займёт пост главного дирижёра Филармонического оркестра Осло, сменив в этой должности Василия Петренко. В июне 2019 года Мякеля стал первым приглашённым дирижёром в Парижском оркестре. В июне 2020 года Парижский оркестр объявил о назначении Клауса своим следующим музыкальным руководителем, начиная с сезона 2022—2023, однако уже в сентябре 2021 года он приступил к обязанностям.